# Rhipidura teysmanni
Rhipidura teysmanni là một loài chim trong họ Rhipiduridae.